# Game Rating and Administration Committee

Altes Logo.

Das Game Rating and Administration Committee (kor. 게임물관리위원회) ist die staatliche südkoreanische Organisation zur Bewertung und Alterseinstufung von Computer- und Videospielen.

## Verfahren
Eine etwa zwanzigköpfige Jury prüft alle vorgelegten Spiele und spricht anhand festgelegter Kriterien eine Empfehlung zur Alterseinstufung aus. Ein Ausschuss aus neun Mitgliedern legt daraufhin unter Berücksichtigung der Empfehlung die endgültige Alterseinstufung fest.
Für den Fall, dass ein Spiel als gefährliches Glücksspiel eingestuft wird, kann eine Alterseinstufung verweigert werden. Spiele ohne eine solche Alterseinstufung dürfen nicht in Südkorea veröffentlicht werden.

## Geschichte
Das Game Rating Board wurde am 30. Oktober 2006 gegründet. Zuvor war das staatliche Korea Media Rating Board, ein Teil des Ministeriums für Kultur und Tourismus, für die Bewertung zuständig. Nachdem es einen weitreichenden Bestechungsskandal um das Spiel Sea Story gab, in den auch hochrangige Beamte verwickelt waren, wurde das Game Rating Board geschaffen. Erster Vorsitzender wurde Kim Key-man.
Bis zum Jahr 2006 waren in Südkorea noch Videospiele wie etwa Ghost Recon 2 verboten, in denen Militär- und Gewaltaktionen gegen Nordkorea dargestellt wurden. Ende 2006 gab das Game Rating Board die Aufhebung dieses Verbotes bekannt. Spiele mit derartigen Inhalten sind nun, nach Prüfung ihrer Inhalte durch die Organisation, wieder erlaubt.

## Alterskennzeichnungen
| Logo   | Freigabe | Definition                              |
| ------ | -------- | --------------------------------------- |
| Symbol | ALL      | ohne Alterseinschränkung                |
| Symbol | 12       | ab 12 Jahren                            |
| Symbol | 15       | ab 15 Jahren                            |
| Symbol | 19       | ab 19 Jahren                            |
| Symbol | 18       | ab 18 Jahren, Im Jahr 2024 abgeschafft. |